# Jacobstads Wapen
Jacobstads Wapen är en modern replik på en 1700-talsgaleas byggd i Jakobstads gamla hamn i Finland mellan 1988 och 1994. Originalfartyget från 1700-talet såldes troligtvis i Amsterdam.
Jacobstads Wapen är utrustad med modern säkerhetsutrustning och är klassad som ett passagerarfartyg av det finska sjöfartsverket med en möjlighet att ta 50 passagerare.[källa behövs]

## Historia

### Originalet
Originalet byggdes på 1700-talet och jungfruresan avgick från Jakobstad till Amsterdam 1767, där den troligtvis såldes. Detaljerna kring bygget av originalet inte kända.

### Replikan
Fartyget byggdes efter ritningar daterade 1755 av den svenske fartygsarkitekten och sedermera viceamiralen Fredrik Henrik af Chapman. Fartygsritningarna är de äldsta bevarade som hittats i Finland.
Tankarna på byggandet av en replika började i början av 1980-talet. År 1987 började planeringen och året därpå kunde bygget påbörjas. Inför bygget av fartyget återupptogs verksamheten i repslageriet i Kåge tillfälligt för att tillverka tågvirke till fartyget. År 1994 gjorde skeppet din jungfruresa och visades upp runt om i Bottenhavet.
Galeasen har använts som en symbol för staden Jakobstad, och deltagit i bland annat 300-årsfirandet 2003 av Sankt Petersburg, Ryssland.[källa behövs]
År 2004 upptäcktes att borden fått rötskador, och fartyget blev länge på land för reparationer. Bolaget som driver projektet hade intäkter som inte motsvarade de kostnader som en renovering innebar, och denna drog ut på tiden. Efter tre års renovering till en kostnad av cirka 200 000 euro sjösattes fartyget den 19 juni 2008. Svenska kulturfonden och staden Jakobstad sponsrade renoveringen.